# Битва при Марракуэне
Битва при Марракуэне (порт. Combate de Marracuene) — сражение, произошедшее 2 февраля 1895 года около Марракуэне, в Мозамбике, между воинами народа ронга под руководством молодого принца Зикаха, родственника правителя Газы Гунгуньяны, и португальскими войсками под командованием майора Альфреду Аугусту Кальдаса Ксавьера. Битва произошла в ходе португальской кампании по окончательному завоеванию Мозамбика.
В конце января 1895 года португальские войска под командованием майора Жозе Рибейру-младшего, при которых вторым майором был Альфреду Аугусту Кальдас Ксавьер, начали наступление на Марракуэне по правому берегу реки Комати. Вскоре Жозе Рибейру заболел, и в связи с этим командование на себя принял Кальдас Ксавьер. Португальский отряд насчитывал 37 офицеров и 791 солдат.
Силы ронга насчитывали около 4000 воинов, их возглавлял молодой принц Матиджана КаЗикаха Импфумо, в европейской историографии известный под именем Зикаха, который год спустя будет депортирован вместе с Гунгуньяной сначала в Португалию, а затем на Азорские острова. Глава Моамбы к этому времени был уже в союзе с португальцами, и только территории Матибеджана и Махазул сопротивлялись.
Когда две армии встретились, португальские войска, в состав которых входили коренные жители Анголы и Мозамбика, построились в каре и приготовились к битве. Битва произошла утром 2 февраля 1895 года. Построившиеся в каре португальцы «ощетинились» ружьями и могли поэтому отражать натиски ронга, которые, тем не менее, дважды прорывали боевой порядок каре; обе стороны сражались с большим мужеством. В конце концов огнестрельное оружие сделало своё дело и принесло португальцам победу, однако значительная часть ронга сумели отойти с поля боя. 66 воинов ронга было убито, португальцы же потеряли 24 человека убитыми и 28 ранеными. Реальные потери ронга были всё же гораздо выше: на поле боя осталось много раненых, которых португальцы добили, после чего облили трупы маслом и сожгли, не похоронив.
Несколько дней спустя португальцы отошли к Лоренсу-Маркишу, в то время как силы ронга реорганизовались вокруг территории Магуде, где правили Нваматибуане и Амгунджуана, ставшие подданными Гунгуньяны. Силы Махазула не участвовали в битве при Марракуэне, равно как не участвовали и в последовавшей затем атаке на столицу португальской колонии.